# تيزران 7
Terzan 7 تيرزان 7 هو عنقود مغلق غير كثيف وحديث نسبيا يبعد عن الأرض 75.7 الف سنة ضوئية في كوكبة الرامي ويعتقد أنه نشئ في قزمة الرامي الإهليجية (Sag DEG) ويرتبط ماديا معها. تيرزان 7 عنقودي غني نسبيا بالمعادن عند Fe/H = -0.6 بعمر مقدارة 7.5 مليار سنة تقريبا، في حين أن معظم العناقيد المغلقة في هالة درب التبانة نشأت قبل نحو 12-15 مليار سنة تقريبا . يحتوي عنقود تيرزان 7 على مستويات منخفضة من النيكل ([Ni/Fe] = -0.2) مما يدعم انتسابة لنظام قزمة الرامي الإهليجية حيث أن له توقيعا كيميائيا مماثلا. وتيرزان 7 غني بجمهرة نجوم زرقاء شاردة محتشدة بشدة نحو مركز العنقود. ويبلغ معدل توزيع ضياء العنقود Mv = -5.05. ولة نصف قطر فعال (Rh) من 6.5 فرسخ فلكي.
وكان تيرزان 7 ألمع عنقود من العناقيد المغلقة الستة التي اكتشفها عالم الفلك الفرنسي أقوب تيرزان في عام 1968.